# Судовка (Днепропетровская область)
Судовка (укр. Судівка) — село в Шульговском сельском совете, Петриковский район, Днепропетровская область, Украина.
Код КОАТУУ — 1223783809. Население по переписи 2001 года составляло 6 человек.

## Географическое положение
Село Судовка находится на правом берегу реки Орель (новое русло), на расстоянии в 2 км от сёл Сорочино и Шульговка.